# Aérodrome de Matei
L'aérodrome de Matei (code IATA : TVU • code OACI : NFNM), aussi connu comme aéroport de Taveuni, est un aéroport situé dans Matei à l'extrémité nord de Taveuni, une île de Vanua Levu Groupe dans les îles Fidji. Il est exploité par Aéroports de Fidji Limitée.
L'aéroport est assez petit, mais il est assez proche d'un certain nombre de stations balnéaires et de petits hôtels. L'aéroport a également été récemment mis à niveau en passant du gravier à une piste revêtue.

## Situation
| Cicia Gau Koro Labasa Lakeba Levuka Malolo Mana Matei Moala Nadi Suva Rotuma Savusavu Vanuabalavu Vunisea Yasawa |

## Compagnies aériennes et destinations
| Compagnies                       | Destinations       |
| -------------------------------- | ------------------ |
| Fiji Airways opéré par Fiji Link | Nadi, Suva-Nausori |